# Schaatsen op de Olympische Winterspelen 1964
Schaatsen is een van de sporten die beoefend werden tijdens de Olympische Winterspelen 1964 in Innsbruck, Oostenrijk. De schaatswedstrijden werden gehouden in het Olympia Eisstadion Innsbruck.

## Heren

### 500 m
| Rang   | Sporter(s)        | Land | Tijd | Verschil |
| ------ | ----------------- | ---- | ---- | -------- |
| Goud   | Richard McDermott | USA  | 40,1 | OR       |
| Zilver | Jevgeni Grisjin   | URS  | 40,6 | + 0,5    |
| Zilver | Vladimir Orlov    | URS  | 40,6 | + 0,5    |
| Zilver | Alv Gjestvang     | NOR  | 40,6 | + 0,5    |
| 5      | Keiichi Suzuki    | JPN  | 40,7 | + 0,6    |
| 6      | Eddie Rudolph     | USA  | 40,9 | + 0,8    |
| 7      | Heike Hedlund     | SWE  | 41,0 | + 0,9    |
| 8      | Villy Haugen      | NOR  | 41,0 | + 0,9    |
| 8      | William Disney    | USA  | 41,0 | + 0,9    |
|        |                   |      |      |          |
| 33     | François Brueren  | BEL  | 43,4 | + 3,3    |

### 1500 m
| Rang   | Sporter(s)         | Land | Tijd   | Verschil |
| ------ | ------------------ | ---- | ------ | -------- |
| Goud   | Ants Antson        | URS  | 2:10,3 |          |
| Zilver | Kees Verkerk       | NED  | 2:10,6 | + 0,3    |
| Brons  | Villy Haugen       | NOR  | 2:11,2 | + 0,9    |
| 4      | Jouko Launonen     | FIN  | 2:11,9 | + 1,6    |
| 5      | Lev Zaitsev        | URS  | 2:12,1 | + 1,8    |
| 6      | Eduard Matusevitsj | URS  | 2:12,2 | + 1,9    |
| 6      | Ivar Eriksen       | NOR  | 2:12,2 | + 1,9    |
| 8      | Juhani Järvinen    | FIN  | 2:12,4 | + 2,1    |
|        |                    |      |        |          |
| 10     | Rudie Liebrechts   | NED  | 2:12,8 | + 2,5    |
| 13     | Ard Schenk         | NED  | 2:13,4 | + 3,1    |

### 5000 m
| Rang   | Sporter(s)        | Land | Tijd   | Verschil |
| ------ | ----------------- | ---- | ------ | -------- |
| Goud   | Knut Johannesen   | NOR  | 7:38,4 | OR       |
| Zilver | Per Ivar Moe      | NOR  | 7:38,6 | + 0,2    |
| Brons  | Fred Anton Maier  | NOR  | 7:42,0 | + 3,6    |
| 4      | Viktor Kositsjkin | URS  | 7:45,8 | + 7,4    |
| 5      | Hermann Strutz    | AUT  | 7:48,3 | + 9,9    |
| 6      | Jonny Nilsson     | SWE  | 7:48,4 | + 10,0   |
| 7      | Ivar Nilsson      | SWE  | 7:49,0 | + 10,6   |
| 8      | Rudie Liebrechts  | NED  | 7:50,9 | + 12,5   |
| 9      | Kees Verkerk      | NED  | 7:51,1 | + 12,7   |
|        |                   |      |        |          |
| 34     | Peter Nottet      | NED  | 8:26,1 | + 47,7   |

### 10.000 m
| Rang   | Sporter(s)         | Land | Tijd    | Verschil |
| ------ | ------------------ | ---- | ------- | -------- |
| Goud   | Jonny Nilsson      | SWE  | 15:50,1 |          |
| Zilver | Fred Anton Maier   | NOR  | 16:06,0 | + 15,9   |
| Brons  | Knut Johannesen    | NOR  | 16:06,3 | + 16,2   |
| 4      | Rudie Liebrechts   | NED  | 16:08,6 | + 18,5   |
| 5      | Ants Antson        | URS  | 16:08,7 | + 18,6   |
| 6      | Viktor Kositsjkin  | URS  | 16:19,3 | + 29,2   |
| 7      | Gerhard Zimmermann | EUA  | 16:22,5 | + 32,4   |
| 8      | Terry Malkin       | GBR  | 16:35,2 | + 45,1   |
|        |                    |      |         |          |
| 16     | Kees Verkerk       | NED  | 16:53,4 | + 1:03,3 |

## Dames

### 500 m
| Rang   | Sporter(s)        | Land | Tijd | Verschil |
| ------ | ----------------- | ---- | ---- | -------- |
| Goud   | Lidia Skoblikova  | URS  | 45,0 | OR       |
| Zilver | Irina Jegorova    | URS  | 45,4 | + 0,4    |
| Brons  | Tatjana Sidorova  | URS  | 45,5 | + 0,5    |
| 4      | Jeanne Ashworth   | USA  | 46,2 | + 1,2    |
| 4      | Jan Smith         | USA  | 46,2 | + 1,2    |
| 6      | Gunilla Jacobsson | SWE  | 46,5 | + 1,5    |
| 7      | Mary Lawler       | USA  | 46,6 | + 1,6    |
| 8      | Helga Haase       | EUA  | 47,2 | + 2,2    |

### 1000 m
| Rang   | Sporter(s)               | Land | Tijd   | Verschil |
| ------ | ------------------------ | ---- | ------ | -------- |
| Goud   | Lidia Skoblikova         | URS  | 1:33,2 | OR       |
| Zilver | Irina Jegorova           | URS  | 1:34,3 | + 1,1    |
| Brons  | Kaija Mustonen           | FIN  | 1:34,8 | + 1,6    |
| 4      | Helga Haase              | EUA  | 1:35,7 | + 2,5    |
| 5      | Valentina Stenina        | URS  | 1:36,0 | + 2,8    |
| 6      | Gunilla Jacobsson        | SWE  | 1:36,5 | + 3,3    |
| 7      | Jan Smith                | USA  | 1:36,7 | + 3,5    |
| 8      | Kaija-Liisa Keskivitikka | FIN  | 1:37,6 | + 4,4    |
|        |                          |      |        |          |
| 17     | Wil de Beer              | NED  | 1:40,1 | + 6,9    |

### 1500 m
| Rang   | Sporter(s)               | Land | Tijd   | Verschil |
| ------ | ------------------------ | ---- | ------ | -------- |
| Goud   | Lidia Skoblikova         | URS  | 2:22,6 | OR       |
| Zilver | Kaija Mustonen           | FIN  | 2:25,5 | + 2,9    |
| Brons  | Berta Kolokoltseva       | URS  | 2:27,1 | + 4,5    |
| 4      | Kim Song-Soon            | PRK  | 2:27,7 | + 5,1    |
| 5      | Helga Haase              | EUA  | 2:28,6 | + 6,0    |
| 6      | Christina Scherling      | SWE  | 2:29,4 | + 6,8    |
| 7      | Valentina Stenina        | URS  | 2:29,9 | + 7,3    |
| 8      | Kaija-Liisa Keskivitikka | FIN  | 2:30,0 | + 7,4    |
|        |                          |      |        |          |
| 16     | Wil de Beer              | NED  | 2:34,0 | + 11,4   |

### 3000 m
| Rang   | Sporter(s)        | Land | Tijd   | Verschil |
| ------ | ----------------- | ---- | ------ | -------- |
| Goud   | Lidia Skoblikova  | URS  | 5:14,9 |          |
| Zilver | Valentina Stenina | URS  | 5:18,5 | + 3,6    |
| Zilver | Han Pil-Hwa       | PRK  | 5:18,5 | + 3,6    |
| 4      | Klara Nesterova   | URS  | 5:22,5 | + 7,6    |
| 5      | Kaija Mustonen    | FIN  | 5:24,3 | + 9,4    |
| 6      | Hatsue Nagakubo   | JPN  | 5:25,4 | + 10,5   |
| 7      | Kim Song-Soon     | PRK  | 5:25,9 | + 11,0   |
| 8      | Doreen McCannell  | CAN  | 5:26,4 | + 11,5   |
|        |                   |      |        |          |
| 27     | Wil de Beer       | NED  | 5:49,9 | + 35,0   |

## Medaillespiegel
| Plaats | Land             | NOC    | Goud | Zilver | Brons | Totaal |
| ------ | ---------------- | ------ | ---- | ------ | ----- | ------ |
| 1      | Sovjet-Unie      | URS    | 5    | 5      | 2     | 12     |
| 2      | Noorwegen        | NOR    | 1    | 3      | 3     | 7      |
| 3      | Verenigde Staten | USA    | 1    | 0      | 0     | 1      |
| 3      | Zweden           | SWE    | 1    | 0      | 0     | 1      |
| 5      | Finland          | FIN    | 0    | 1      | 1     | 2      |
| 6      | Nederland        | NED    | 0    | 1      | 0     | 1      |
| 6      | Noord-Korea      | PRK    | 0    | 1      | 0     | 1      |
| Totaal | Totaal           | Totaal | 8    | 11     | 6     | 25     |